# Jozef Šedík
Jozef Šedík (16. ledna 1923 - ???) byl slovenský a československý politik Komunistické strany Slovenska a poúnorový poslanec Národního shromáždění ČSSR a Sněmovny lidu Federálního shromáždění.

## Biografie
V roce 1964 se uvádí jako účastník zasedání Ústředního výboru Komunistické strany Slovenska.
Ve volbách roku 1964 byl zvolen za KSS do Národního shromáždění ČSSR za Středoslovenský kraj. V Národním shromáždění zasedal až do konce volebního období parlamentu v roce 1968.
K roku 1968 se profesně uvádí jako předseda JZD z obvodu Púchov.
Po federalizaci Československa usedl roku 1969 do Sněmovny lidu Federálního shromáždění (volební obvod Púchov). Ve Federálním shromáždění setrval do konce volebního období parlamentu, tedy do voleb roku 1971.